# Lista di asteroidi (324001-325000)
Di seguito una lista di asteroidi dal numero 324001 al 325000 con data di scoperta e scopritore.

## 324001-324100
| Nome     | Designazione provvisoria | Data di scoperta | Scopritore        |
| -------- | ------------------------ | ---------------- | ----------------- |
| 324001 - | 2005 UB274               | 24 ottobre 2005  | NEAT              |
| 324002 - | 2005 UL288               | 26 ottobre 2005  | Spacewatch        |
| 324003 - | 2005 UV288               | 26 ottobre 2005  | Spacewatch        |
| 324004 - | 2005 UL290               | 26 ottobre 2005  | Spacewatch        |
| 324005 - | 2005 UU291               | 26 ottobre 2005  | Spacewatch        |
| 324006 - | 2005 UK296               | 26 ottobre 2005  | Spacewatch        |
| 324007 - | 2005 UL299               | 26 ottobre 2005  | Spacewatch        |
| 324008 - | 2005 UG302               | 26 ottobre 2005  | Spacewatch        |
| 324009 - | 2005 UO303               | 26 ottobre 2005  | Spacewatch        |
| 324010 - | 2005 UB309               | 28 ottobre 2005  | Mt. Lemmon Survey |
| 324011 - | 2005 UV309               | 28 ottobre 2005  | Mt. Lemmon Survey |
| 324012 - | 2005 UO312               | 29 ottobre 2005  | CSS               |
| 324013 - | 2005 UO313               | 27 ottobre 2005  | LINEAR            |
| 324014 - | 2005 UZ324               | 29 ottobre 2005  | Mt. Lemmon Survey |
| 324015 - | 2005 UW330               | 28 ottobre 2005  | Mt. Lemmon Survey |
| 324016 - | 2005 UV348               | 23 ottobre 2005  | NEAT              |
| 324017 - | 2005 UT349               | 27 ottobre 2005  | LINEAR            |
| 324018 - | 2005 UE352               | 29 ottobre 2005  | CSS               |
| 324019 - | 2005 UW368               | 27 ottobre 2005  | Spacewatch        |
| 324020 - | 2005 UF376               | 27 ottobre 2005  | Spacewatch        |
| 324021 - | 2005 UB378               | 28 ottobre 2005  | Mt. Lemmon Survey |
| 324022 - | 2005 UH381               | 29 ottobre 2005  | Mt. Lemmon Survey |
| 324023 - | 2005 UO383               | 27 ottobre 2005  | Spacewatch        |
| 324024 - | 2005 UV389               | 29 ottobre 2005  | Mt. Lemmon Survey |
| 324025 - | 2005 UB402               | 27 ottobre 2005  | Mt. Lemmon Survey |
| 324026 - | 2005 UB405               | 29 ottobre 2005  | Mt. Lemmon Survey |
| 324027 - | 2005 UF414               | 25 ottobre 2005  | Spacewatch        |
| 324028 - | 2005 UM422               | 27 ottobre 2005  | Mt. Lemmon Survey |
| 324029 - | 2005 UY428               | 28 ottobre 2005  | Mt. Lemmon Survey |
| 324030 - | 2005 UJ432               | 28 ottobre 2005  | Spacewatch        |
| 324031 - | 2005 UN436               | 31 ottobre 2005  | Spacewatch        |
| 324032 - | 2005 UW438               | 28 ottobre 2005  | LINEAR            |
| 324033 - | 2005 UD440               | 29 ottobre 2005  | CSS               |
| 324034 - | 2005 UA442               | 29 ottobre 2005  | CSS               |
| 324035 - | 2005 US442               | 30 ottobre 2005  | Spacewatch        |
| 324036 - | 2005 UZ446               | 29 ottobre 2005  | CSS               |
| 324037 - | 2005 UN455               | 29 ottobre 2005  | CSS               |
| 324038 - | 2005 UM479               | 29 ottobre 2005  | Mt. Lemmon Survey |
| 324039 - | 2005 UE480               | 30 ottobre 2005  | CSS               |
| 324040 - | 2005 UX481               | 20 ottobre 2005  | NEAT              |
| 324041 - | 2005 UK495               | 26 ottobre 2005  | LONEOS            |
| 324042 - | 2005 UZ495               | 26 ottobre 2005  | LONEOS            |
| 324043 - | 2005 UZ511               | 28 ottobre 2005  | Mt. Lemmon Survey |
| 324044 - | 2005 US516               | 25 ottobre 2005  | Becker, A. C.     |
| 324045 - | 2005 UO525               | 25 ottobre 2005  | Spacewatch        |
| 324046 - | 2005 UJ527               | 27 ottobre 2005  | Mt. Lemmon Survey |
| 324047 - | 2005 VZ                  | 3 novembre 2005  | LINEAR            |
| 324048 - | 2005 VR2                 | 1º novembre 2005 | Spacewatch        |
| 324049 - | 2005 VA26                | 3 novembre 2005  | Spacewatch        |
| 324050 - | 2005 VB28                | 4 novembre 2005  | Spacewatch        |
| 324051 - | 2005 VZ29                | 4 novembre 2005  | Spacewatch        |
| 324052 - | 2005 VD31                | 4 novembre 2005  | Spacewatch        |
| 324053 - | 2005 VS42                | 4 novembre 2005  | CSS               |
| 324054 - | 2005 VA53                | 3 novembre 2005  | Mt. Lemmon Survey |
| 324055 - | 2005 VZ53                | 25 ottobre 2005  | Spacewatch        |
| 324056 - | 2005 VU56                | 4 novembre 2005  | Spacewatch        |
| 324057 - | 2005 VG58                | 5 novembre 2005  | Spacewatch        |
| 324058 - | 2005 VH59                | 5 novembre 2005  | Spacewatch        |
| 324059 - | 2005 VX60                | 5 novembre 2005  | Spacewatch        |
| 324060 - | 2005 VC61                | 5 novembre 2005  | CSS               |
| 324061 - | 2005 VM61                | 5 novembre 2005  | CSS               |
| 324062 - | 2005 VF63                | 1º novembre 2005 | Mt. Lemmon Survey |
| 324063 - | 2005 VK66                | 1º novembre 2005 | Mt. Lemmon Survey |
| 324064 - | 2005 VT77                | 6 novembre 2005  | Spacewatch        |
| 324065 - | 2005 VB87                | 6 novembre 2005  | Spacewatch        |
| 324066 - | 2005 VL97                | 5 novembre 2005  | Spacewatch        |
| 324067 - | 2005 VM97                | 5 novembre 2005  | Spacewatch        |
| 324068 - | 2005 VY123               | 12 novembre 2005 | Spacewatch        |
| 324069 - | 2005 VC124               | 5 novembre 2005  | CSS               |
| 324070 - | 2005 WK1                 | 21 novembre 2005 | LINEAR            |
| 324071 - | 2005 WA26                | 30 ottobre 2005  | Mt. Lemmon Survey |
| 324072 - | 2005 WL26                | 21 novembre 2005 | Spacewatch        |
| 324073 - | 2005 WA27                | 21 novembre 2005 | Spacewatch        |
| 324074 - | 2005 WX30                | 21 novembre 2005 | Spacewatch        |
| 324075 - | 2005 WH43                | 21 novembre 2005 | Spacewatch        |
| 324076 - | 2005 WR49                | 25 novembre 2005 | Mt. Lemmon Survey |
| 324077 - | 2005 WU58                | 30 novembre 2005 | LINEAR            |
| 324078 - | 2005 WZ67                | 22 novembre 2005 | Spacewatch        |
| 324079 - | 2005 WD75                | 25 novembre 2005 | Spacewatch        |
| 324080 - | 2005 WP75                | 25 novembre 2005 | Spacewatch        |
| 324081 - | 2005 WL87                | 28 novembre 2005 | Mt. Lemmon Survey |
| 324082 - | 2005 WJ90                | 28 novembre 2005 | LINEAR            |
| 324083 - | 2005 WW94                | 26 novembre 2005 | Spacewatch        |
| 324084 - | 2005 WY100               | 22 novembre 2005 | Spacewatch        |
| 324085 - | 2005 WJ102               | 29 novembre 2005 | Mt. Lemmon Survey |
| 324086 - | 2005 WU102               | 25 novembre 2005 | CSS               |
| 324087 - | 2005 WS114               | 28 novembre 2005 | CSS               |
| 324088 - | 2005 WJ121               | 30 novembre 2005 | Mt. Lemmon Survey |
| 324089 - | 2005 WC122               | 30 novembre 2005 | Mt. Lemmon Survey |
| 324090 - | 2005 WR123               | 25 novembre 2005 | Mt. Lemmon Survey |
| 324091 - | 2005 WQ125               | 25 novembre 2005 | Mt. Lemmon Survey |
| 324092 - | 2005 WX140               | 26 novembre 2005 | Mt. Lemmon Survey |
| 324093 - | 2005 WB142               | 29 novembre 2005 | Spacewatch        |
| 324094 - | 2005 WY144               | 25 novembre 2005 | Spacewatch        |
| 324095 - | 2005 WB153               | 29 novembre 2005 | Spacewatch        |
| 324096 - | 2005 WT153               | 29 novembre 2005 | NEAT              |
| 324097 - | 2005 WX162               | 28 novembre 2005 | Mt. Lemmon Survey |
| 324098 - | 2005 WJ164               | 29 novembre 2005 | Mt. Lemmon Survey |
| 324099 - | 2005 WR187               | 29 novembre 2005 | CSS               |
| 324100 - | 2005 WD195               | 30 novembre 2005 | LINEAR            |

## 324101-324200
| Nome     | Designazione provvisoria | Data di scoperta  | Scopritore        |
| -------- | ------------------------ | ----------------- | ----------------- |
| 324101 - | 2005 WA203               | 30 novembre 2005  | Spacewatch        |
| 324102 - | 2005 XJ12                | 1º dicembre 2005  | Spacewatch        |
| 324103 - | 2005 XK20                | 2 dicembre 2005   | Spacewatch        |
| 324104 - | 2005 XD23                | 2 dicembre 2005   | Mt. Lemmon Survey |
| 324105 - | 2005 XE30                | 1º dicembre 2005  | Mt. Lemmon Survey |
| 324106 - | 2005 XB51                | 2 dicembre 2005   | Spacewatch        |
| 324107 - | 2005 XE52                | 2 dicembre 2005   | Spacewatch        |
| 324108 - | 2005 XS57                | 1º dicembre 2005  | Mt. Lemmon Survey |
| 324109 - | 2005 XL68                | 6 dicembre 2005   | Spacewatch        |
| 324110 - | 2005 XX73                | 6 dicembre 2005   | Spacewatch        |
| 324111 - | 2005 XO77                | 2 dicembre 2005   | Mt. Lemmon Survey |
| 324112 - | 2005 XF84                | 7 dicembre 2005   | CSS               |
| 324113 - | 2005 XX89                | 8 dicembre 2005   | Spacewatch        |
| 324114 - | 2005 XU109               | 1º dicembre 2005  | Buie, M. W.       |
| 324115 - | 2005 XL116               | 5 dicembre 2005   | Spacewatch        |
| 324116 - | 2005 YU7                 | 22 dicembre 2005  | Spacewatch        |
| 324117 - | 2005 YN14                | 22 dicembre 2005  | Spacewatch        |
| 324118 - | 2005 YO16                | 22 dicembre 2005  | Spacewatch        |
| 324119 - | 2005 YG17                | 23 dicembre 2005  | Spacewatch        |
| 324120 - | 2005 YP18                | 23 dicembre 2005  | Spacewatch        |
| 324121 - | 2005 YT18                | 23 dicembre 2005  | Spacewatch        |
| 324122 - | 2005 YE30                | 25 dicembre 2005  | Spacewatch        |
| 324123 - | 2005 YF31                | 22 dicembre 2005  | Spacewatch        |
| 324124 - | 2005 YC32                | 22 dicembre 2005  | Spacewatch        |
| 324125 - | 2005 YD33                | 1º novembre 2005  | Mt. Lemmon Survey |
| 324126 - | 2005 YR38                | 22 dicembre 2005  | CSS               |
| 324127 - | 2005 YY39                | 22 dicembre 2005  | Spacewatch        |
| 324128 - | 2005 YY46                | 25 dicembre 2005  | Spacewatch        |
| 324129 - | 2005 YX52                | 30 settembre 2005 | Mt. Lemmon Survey |
| 324130 - | 2005 YL54                | 25 dicembre 2005  | Spacewatch        |
| 324131 - | 2005 YA55                | 25 dicembre 2005  | Spacewatch        |
| 324132 - | 2005 YY55                | 21 dicembre 2005  | Spacewatch        |
| 324133 - | 2005 YA60                | 22 dicembre 2005  | Spacewatch        |
| 324134 - | 2005 YQ65                | 25 dicembre 2005  | Spacewatch        |
| 324135 - | 2005 YZ66                | 25 dicembre 2005  | Spacewatch        |
| 324136 - | 2005 YD85                | 25 dicembre 2005  | Mt. Lemmon Survey |
| 324137 - | 2005 YH86                | 2 dicembre 2005   | Mt. Lemmon Survey |
| 324138 - | 2005 YM86                | 1º novembre 2005  | Mt. Lemmon Survey |
| 324139 - | 2005 YY87                | 25 dicembre 2005  | Mt. Lemmon Survey |
| 324140 - | 2005 YX89                | 26 dicembre 2005  | Mt. Lemmon Survey |
| 324141 - | 2005 YR91                | 26 dicembre 2005  | Mt. Lemmon Survey |
| 324142 - | 2005 YF92                | 27 dicembre 2005  | Mt. Lemmon Survey |
| 324143 - | 2005 YE112               | 25 dicembre 2005  | Mt. Lemmon Survey |
| 324144 - | 2005 YH117               | 25 dicembre 2005  | Spacewatch        |
| 324145 - | 2005 YZ123               | 25 dicembre 2005  | Spacewatch        |
| 324146 - | 2005 YP125               | 26 dicembre 2005  | Spacewatch        |
| 324147 - | 2005 YP142               | 28 dicembre 2005  | Mt. Lemmon Survey |
| 324148 - | 2005 YY152               | 27 ottobre 2005   | Mt. Lemmon Survey |
| 324149 - | 2005 YL153               | 29 dicembre 2005  | CSS               |
| 324150 - | 2005 YU162               | 27 dicembre 2005  | Mt. Lemmon Survey |
| 324151 - | 2005 YG167               | 27 dicembre 2005  | Spacewatch        |
| 324152 - | 2005 YH168               | 29 dicembre 2005  | Spacewatch        |
| 324153 - | 2005 YV168               | 29 dicembre 2005  | NEAT              |
| 324154 - | 2005 YN176               | 22 dicembre 2005  | Spacewatch        |
| 324155 - | 2005 YE177               | 22 dicembre 2005  | Spacewatch        |
| 324156 - | 2005 YZ178               | 25 dicembre 2005  | Mt. Lemmon Survey |
| 324157 - | 2005 YC190               | 30 dicembre 2005  | Spacewatch        |
| 324158 - | 2005 YY192               | 30 dicembre 2005  | Spacewatch        |
| 324159 - | 2005 YF199               | 25 dicembre 2005  | Mt. Lemmon Survey |
| 324160 - | 2005 YO201               | 24 dicembre 2005  | Spacewatch        |
| 324161 - | 2005 YH205               | 30 novembre 2005  | Mt. Lemmon Survey |
| 324162 - | 2005 YV210               | 24 dicembre 2005  | CSS               |
| 324163 - | 2005 YP251               | 28 dicembre 2005  | Spacewatch        |
| 324164 - | 2005 YZ255               | 30 dicembre 2005  | Spacewatch        |
| 324165 - | 2005 YT264               | 25 dicembre 2005  | Spacewatch        |
| 324166 - | 2005 YS268               | 25 dicembre 2005  | Spacewatch        |
| 324167 - | 2005 YM270               | 27 dicembre 2005  | Mt. Lemmon Survey |
| 324168 - | 2005 YD278               | 25 dicembre 2005  | Mt. Lemmon Survey |
| 324169 - | 2005 YK283               | 27 dicembre 2005  | Spacewatch        |
| 324170 - | 2005 YS284               | 28 dicembre 2005  | Spacewatch        |
| 324171 - | 2006 AJ                  | 2 gennaio 2006    | LINEAR            |
| 324172 - | 2006 AC4                 | 29 dicembre 2005  | NEAT              |
| 324173 - | 2006 AM7                 | 5 gennaio 2006    | CSS               |
| 324174 - | 2006 AX10                | 28 dicembre 2005  | Spacewatch        |
| 324175 - | 2006 AU14                | 5 gennaio 2006    | Mt. Lemmon Survey |
| 324176 - | 2006 AN20                | 5 gennaio 2006    | CSS               |
| 324177 - | 2006 AV25                | 5 gennaio 2006    | Spacewatch        |
| 324178 - | 2006 AD26                | 1º dicembre 2005  | Mt. Lemmon Survey |
| 324179 - | 2006 AA27                | 5 gennaio 2006    | Spacewatch        |
| 324180 - | 2006 AX34                | 4 gennaio 2006    | Mt. Lemmon Survey |
| 324181 - | 2006 AC35                | 4 gennaio 2006    | Spacewatch        |
| 324182 - | 2006 AX36                | 4 gennaio 2006    | Spacewatch        |
| 324183 - | 2006 AU37                | 4 gennaio 2006    | Spacewatch        |
| 324184 - | 2006 AT41                | 5 gennaio 2006    | Spacewatch        |
| 324185 - | 2006 AT48                | 24 dicembre 2005  | Spacewatch        |
| 324186 - | 2006 AS49                | 5 gennaio 2006    | Spacewatch        |
| 324187 - | 2006 AU58                | 4 gennaio 2006    | Spacewatch        |
| 324188 - | 2006 AJ61                | 5 gennaio 2006    | Spacewatch        |
| 324189 - | 2006 AV62                | 25 dicembre 2005  | Spacewatch        |
| 324190 - | 2006 AN63                | 6 gennaio 2006    | Mt. Lemmon Survey |
| 324191 - | 2006 AX65                | 8 gennaio 2006    | Spacewatch        |
| 324192 - | 2006 AZ66                | 9 gennaio 2006    | Spacewatch        |
| 324193 - | 2006 AJ67                | 9 gennaio 2006    | Spacewatch        |
| 324194 - | 2006 AN68                | 5 gennaio 2006    | Mt. Lemmon Survey |
| 324195 - | 2006 AW68                | 29 dicembre 2005  | Spacewatch        |
| 324196 - | 2006 AN70                | 6 gennaio 2006    | Spacewatch        |
| 324197 - | 2006 AG72                | 6 gennaio 2006    | Mt. Lemmon Survey |
| 324198 - | 2006 AL73                | 8 gennaio 2006    | Mt. Lemmon Survey |
| 324199 - | 2006 AE78                | 8 gennaio 2006    | Mt. Lemmon Survey |
| 324200 - | 2006 AV79                | 6 gennaio 2006    | LONEOS            |

## 324201-324300
| Nome     | Designazione provvisoria | Data di scoperta | Scopritore        |
| -------- | ------------------------ | ---------------- | ----------------- |
| 324201 - | 2006 AB81                | 9 gennaio 2006   | Spacewatch        |
| 324202 - | 2006 AF85                | 6 gennaio 2006   | CSS               |
| 324203 - | 2006 AE89                | 5 gennaio 2006   | Mt. Lemmon Survey |
| 324204 - | 2006 AT91                | 7 gennaio 2006   | Mt. Lemmon Survey |
| 324205 - | 2006 AC96                | 12 gennaio 2006  | NEAT              |
| 324206 - | 2006 AW97                | 6 gennaio 2006   | CSS               |
| 324207 - | 2006 AO102               | 7 gennaio 2006   | Mt. Lemmon Survey |
| 324208 - | 2006 AS103               | 7 gennaio 2006   | Wiegert, P. A.    |
| 324209 - | 2006 BQ2                 | 20 gennaio 2006  | CSS               |
| 324210 - | 2006 BN10                | 20 gennaio 2006  | Spacewatch        |
| 324211 - | 2006 BJ19                | 22 gennaio 2006  | Mt. Lemmon Survey |
| 324212 - | 2006 BY23                | 23 gennaio 2006  | CSS               |
| 324213 - | 2006 BR27                | 22 gennaio 2006  | Mt. Lemmon Survey |
| 324214 - | 2006 BC31                | 20 gennaio 2006  | Spacewatch        |
| 324215 - | 2006 BH33                | 21 gennaio 2006  | Spacewatch        |
| 324216 - | 2006 BM33                | 21 gennaio 2006  | Spacewatch        |
| 324217 - | 2006 BF39                | 24 gennaio 2006  | Nyukasa           |
| 324218 - | 2006 BO41                | 22 gennaio 2006  | Mt. Lemmon Survey |
| 324219 - | 2006 BA44                | 23 gennaio 2006  | Spacewatch        |
| 324220 - | 2006 BP51                | 25 gennaio 2006  | Spacewatch        |
| 324221 - | 2006 BM56                | 22 gennaio 2006  | CSS               |
| 324222 - | 2006 BK60                | 26 gennaio 2006  | Spacewatch        |
| 324223 - | 2006 BG61                | 22 gennaio 2006  | CSS               |
| 324224 - | 2006 BV68                | 23 gennaio 2006  | Spacewatch        |
| 324225 - | 2006 BB71                | 23 gennaio 2006  | Spacewatch        |
| 324226 - | 2006 BW78                | 23 gennaio 2006  | Spacewatch        |
| 324227 - | 2006 BE93                | 26 gennaio 2006  | Spacewatch        |
| 324228 - | 2006 BR100               | 29 gennaio 2006  | Observatoire Naef |
| 324229 - | 2006 BY100               | 23 gennaio 2006  | Spacewatch        |
| 324230 - | 2006 BH108               | 25 gennaio 2006  | Spacewatch        |
| 324231 - | 2006 BA111               | 25 gennaio 2006  | Spacewatch        |
| 324232 - | 2006 BO113               | 25 gennaio 2006  | Spacewatch        |
| 324233 - | 2006 BQ115               | 26 gennaio 2006  | Spacewatch        |
| 324234 - | 2006 BH119               | 26 gennaio 2006  | Spacewatch        |
| 324235 - | 2006 BH121               | 26 gennaio 2006  | Spacewatch        |
| 324236 - | 2006 BP121               | 26 gennaio 2006  | Mt. Lemmon Survey |
| 324237 - | 2006 BJ128               | 26 gennaio 2006  | Spacewatch        |
| 324238 - | 2006 BG131               | 26 gennaio 2006  | Spacewatch        |
| 324239 - | 2006 BB135               | 27 gennaio 2006  | Mt. Lemmon Survey |
| 324240 - | 2006 BZ153               | 25 gennaio 2006  | LONEOS            |
| 324241 - | 2006 BJ155               | 25 gennaio 2006  | Spacewatch        |
| 324242 - | 2006 BA161               | 26 gennaio 2006  | Spacewatch        |
| 324243 - | 2006 BC162               | 26 gennaio 2006  | CSS               |
| 324244 - | 2006 BJ162               | 7 ottobre 2005   | Boattini, A.      |
| 324245 - | 2006 BR164               | 26 gennaio 2006  | Spacewatch        |
| 324246 - | 2006 BJ169               | 26 gennaio 2006  | Mt. Lemmon Survey |
| 324247 - | 2006 BW169               | 26 gennaio 2006  | Spacewatch        |
| 324248 - | 2006 BD172               | 27 gennaio 2006  | Spacewatch        |
| 324249 - | 2006 BG177               | 27 gennaio 2006  | Spacewatch        |
| 324250 - | 2006 BX181               | 27 gennaio 2006  | Mt. Lemmon Survey |
| 324251 - | 2006 BC184               | 28 gennaio 2006  | Mt. Lemmon Survey |
| 324252 - | 2006 BT184               | 28 gennaio 2006  | Mt. Lemmon Survey |
| 324253 - | 2006 BM185               | 28 gennaio 2006  | Mt. Lemmon Survey |
| 324254 - | 2006 BE189               | 28 gennaio 2006  | Spacewatch        |
| 324255 - | 2006 BQ203               | 31 gennaio 2006  | Spacewatch        |
| 324256 - | 2006 BZ210               | 31 gennaio 2006  | CSS               |
| 324257 - | 2006 BH211               | 31 gennaio 2006  | Spacewatch        |
| 324258 - | 2006 BH212               | 31 gennaio 2006  | Spacewatch        |
| 324259 - | 2006 BZ214               | 24 gennaio 2006  | LONEOS            |
| 324260 - | 2006 BT217               | 29 gennaio 2006  | CSS               |
| 324261 - | 2006 BQ226               | 30 gennaio 2006  | CSS               |
| 324262 - | 2006 BV226               | 30 gennaio 2006  | Spacewatch        |
| 324263 - | 2006 BN232               | 31 gennaio 2006  | Spacewatch        |
| 324264 - | 2006 BN239               | 4 febbraio 1995  | Spacewatch        |
| 324265 - | 2006 BO243               | 29 marzo 2001    | Spacewatch        |
| 324266 - | 2006 BR262               | 31 gennaio 2006  | Spacewatch        |
| 324267 - | 2006 BC265               | 31 gennaio 2006  | Spacewatch        |
| 324268 - | 2006 BM274               | 30 gennaio 2006  | Spacewatch        |
| 324269 - | 2006 BT274               | 23 gennaio 2006  | Spacewatch        |
| 324270 - | 2006 BB275               | 26 gennaio 2006  | Mt. Lemmon Survey |
| 324271 - | 2006 BG278               | 22 gennaio 2006  | Mt. Lemmon Survey |
| 324272 - | 2006 BV278               | 25 gennaio 2006  | Spacewatch        |
| 324273 - | 2006 BS283               | 22 gennaio 2006  | Mt. Lemmon Survey |
| 324274 - | 2006 CT2                 | 23 gennaio 2006  | Mt. Lemmon Survey |
| 324275 - | 2006 CH10                | 4 febbraio 2006  | Young, J. W.      |
| 324276 - | 2006 CF12                | 1º febbraio 2006 | Spacewatch        |
| 324277 - | 2006 CA26                | 2 febbraio 2006  | Spacewatch        |
| 324278 - | 2006 CQ37                | 2 febbraio 2006  | Mt. Lemmon Survey |
| 324279 - | 2006 CE39                | 2 febbraio 2006  | Spacewatch        |
| 324280 - | 2006 CE45                | 3 febbraio 2006  | Spacewatch        |
| 324281 - | 2006 CV48                | 3 febbraio 2006  | Spacewatch        |
| 324282 - | 2006 CU49                | 3 febbraio 2006  | LINEAR            |
| 324283 - | 2006 CM54                | 4 febbraio 2006  | Mt. Lemmon Survey |
| 324284 - | 2006 CJ59                | 6 febbraio 2006  | Spacewatch        |
| 324285 - | 2006 CG61                | 21 marzo 2001    | LONEOS            |
| 324286 - | 2006 CA62                | 7 dicembre 2005  | CSS               |
| 324287 - | 2006 DO                  | 20 febbraio 2006 | Ory, M.           |
| 324288 - | 2006 DV9                 | 21 febbraio 2006 | CSS               |
| 324289 - | 2006 DE15                | 20 febbraio 2006 | Spacewatch        |
| 324290 - | 2006 DG15                | 20 febbraio 2006 | Spacewatch        |
| 324291 - | 2006 DV26                | 20 febbraio 2006 | Spacewatch        |
| 324292 - | 2006 DK41                | 23 febbraio 2006 | LONEOS            |
| 324293 - | 2006 DV45                | 20 febbraio 2006 | Spacewatch        |
| 324294 - | 2006 DY46                | 20 febbraio 2006 | Mt. Lemmon Survey |
| 324295 - | 2006 DT55                | 24 febbraio 2006 | Mt. Lemmon Survey |
| 324296 - | 2006 DL56                | 24 febbraio 2006 | Mt. Lemmon Survey |
| 324297 - | 2006 DA57                | 24 febbraio 2006 | Mt. Lemmon Survey |
| 324298 - | 2006 DC71                | 21 febbraio 2006 | Spacewatch        |
| 324299 - | 2006 DC77                | 24 febbraio 2006 | Spacewatch        |
| 324300 - | 2006 DR84                | 24 febbraio 2006 | Spacewatch        |

## 324301-324400
| Nome     | Designazione provvisoria | Data di scoperta  | Scopritore           |
| -------- | ------------------------ | ----------------- | -------------------- |
| 324301 - | 2006 DG98                | 25 febbraio 2006  | Spacewatch           |
| 324302 - | 2006 DT101               | 25 febbraio 2006  | Spacewatch           |
| 324303 - | 2006 DK111               | 27 febbraio 2006  | Spacewatch           |
| 324304 - | 2006 DP118               | 28 febbraio 2006  | Mt. Lemmon Survey    |
| 324305 - | 2006 DL123               | 24 febbraio 2006  | Mt. Lemmon Survey    |
| 324306 - | 2006 DD132               | 25 febbraio 2006  | Spacewatch           |
| 324307 - | 2006 DR141               | 26 marzo 1995     | Spacewatch           |
| 324308 - | 2006 DG153               | 25 febbraio 2006  | Mt. Lemmon Survey    |
| 324309 - | 2006 DV181               | 27 febbraio 2006  | Spacewatch           |
| 324310 - | 2006 DQ184               | 27 febbraio 2006  | Mt. Lemmon Survey    |
| 324311 - | 2006 DR187               | 27 febbraio 2006  | Spacewatch           |
| 324312 - | 2006 DZ190               | 27 febbraio 2006  | Spacewatch           |
| 324313 - | 2006 DA195               | 28 febbraio 2006  | Mt. Lemmon Survey    |
| 324314 - | 2006 DF196               | 22 febbraio 2006  | CSS                  |
| 324315 - | 2006 DR198               | 27 febbraio 2006  | CSS                  |
| 324316 - | 2006 DZ199               | 24 febbraio 2006  | LONEOS               |
| 324317 - | 2006 EP52                | 5 marzo 2006      | Spacewatch           |
| 324318 - | 2006 FY11                | 23 marzo 2006     | Spacewatch           |
| 324319 - | 2006 GG20                | 2 aprile 2006     | Spacewatch           |
| 324320 - | 2006 GS48                | 9 aprile 2006     | Spacewatch           |
| 324321 - | 2006 HS50                | 26 aprile 2006    | Mt. Lemmon Survey    |
| 324322 - | 2006 HB62                | 24 aprile 2006    | Spacewatch           |
| 324323 - | 2006 HL90                | 26 aprile 2006    | Spacewatch           |
| 324324 - | 2006 HP92                | 29 aprile 2006    | Spacewatch           |
| 324325 - | 2006 HZ144               | 27 aprile 2006    | Buie, M. W.          |
| 324326 - | 2006 HL147               | 27 aprile 2006    | Buie, M. W.          |
| 324327 - | 2006 JB72                | 1º maggio 2006    | Wiegert, P. A.       |
| 324328 - | 2006 KM61                | 22 maggio 2006    | Spacewatch           |
| 324329 - | 2006 KU71                | 22 maggio 2006    | Spacewatch           |
| 324330 - | 2006 OG1                 | 18 luglio 2006    | LUSS                 |
| 324331 - | 2006 OE12                | 21 luglio 2006    | CSS                  |
| 324332 - | 2006 OR12                | 18 luglio 2006    | Siding Spring Survey |
| 324333 - | 2006 OW16                | 21 luglio 2006    | Mt. Lemmon Survey    |
| 324334 - | 2006 PO                  | 5 agosto 2006     | Ferrando, R.         |
| 324335 - | 2006 PG5                 | 12 agosto 2006    | NEAT                 |
| 324336 - | 2006 PC11                | 13 agosto 2006    | NEAT                 |
| 324337 - | 2006 PV13                | 14 agosto 2006    | Siding Spring Survey |
| 324338 - | 2006 PZ14                | 15 agosto 2006    | NEAT                 |
| 324339 - | 2006 PO16                | 15 agosto 2006    | NEAT                 |
| 324340 - | 2006 PB21                | 15 agosto 2006    | NEAT                 |
| 324341 - | 2006 PN26                | 15 agosto 2006    | NEAT                 |
| 324342 - | 2006 PB27                | 15 agosto 2006    | NEAT                 |
| 324343 - | 2006 QV2                 | 17 agosto 2006    | NEAT                 |
| 324344 - | 2006 QH10                | 19 agosto 2006    | Broughton, J.        |
| 324345 - | 2006 QZ11                | 16 agosto 2006    | Siding Spring Survey |
| 324346 - | 2006 QQ16                | 17 agosto 2006    | NEAT                 |
| 324347 - | 2006 QR18                | 17 agosto 2006    | NEAT                 |
| 324348 - | 2006 QW24                | 17 agosto 2006    | NEAT                 |
| 324349 - | 2006 QQ31                | 17 agosto 2006    | NEAT                 |
| 324350 - | 2006 QZ33                | 24 agosto 2006    | Ferrando, R.         |
| 324351 - | 2006 QY35                | 17 agosto 2006    | NEAT                 |
| 324352 - | 2006 QC38                | 16 agosto 2006    | Siding Spring Survey |
| 324353 - | 2006 QR55                | 22 agosto 2006    | NEAT                 |
| 324354 - | 2006 QJ57                | 25 agosto 2006    | Lowe, A.             |
| 324355 - | 2006 QA61                | 21 agosto 2006    | LINEAR               |
| 324356 - | 2006 QU80                | 24 agosto 2006    | LINEAR               |
| 324357 - | 2006 QB81                | 24 agosto 2006    | NEAT                 |
| 324358 - | 2006 QB100               | 24 agosto 2006    | LINEAR               |
| 324359 - | 2006 QL106               | 28 agosto 2006    | CSS                  |
| 324360 - | 2006 QG108               | 28 agosto 2006    | CSS                  |
| 324361 - | 2006 QV114               | 27 agosto 2006    | LONEOS               |
| 324362 - | 2006 QE116               | 27 agosto 2006    | LONEOS               |
| 324363 - | 2006 QF116               | 27 agosto 2006    | LONEOS               |
| 324364 - | 2006 QO121               | 29 agosto 2006    | CSS                  |
| 324365 - | 2006 QD129               | 17 agosto 2006    | NEAT                 |
| 324366 - | 2006 QC134               | 24 agosto 2006    | LINEAR               |
| 324367 - | 2006 QY139               | 18 agosto 2006    | NEAT                 |
| 324368 - | 2006 QZ165               | 29 agosto 2006    | CSS                  |
| 324369 - | 2006 QF166               | 29 agosto 2006    | CSS                  |
| 324370 - | 2006 QV167               | 30 agosto 2006    | LONEOS               |
| 324371 - | 2006 QH183               | 28 agosto 2006    | LONEOS               |
| 324372 - | 2006 RW2                 | 12 settembre 2006 | LINEAR               |
| 324373 - | 2006 RA4                 | 12 settembre 2006 | CSS                  |
| 324374 - | 2006 RE9                 | 12 settembre 2006 | CSS                  |
| 324375 - | 2006 RN11                | 12 settembre 2006 | CSS                  |
| 324376 - | 2006 RY17                | 14 settembre 2006 | NEAT                 |
| 324377 - | 2006 RZ27                | 14 settembre 2006 | CSS                  |
| 324378 - | 2006 RO33                | 11 settembre 2006 | CSS                  |
| 324379 - | 2006 RY35                | 14 settembre 2006 | CSS                  |
| 324380 - | 2006 RW37                | 12 settembre 2006 | CSS                  |
| 324381 - | 2006 RB53                | 14 settembre 2006 | Spacewatch           |
| 324382 - | 2006 RH59                | 15 settembre 2006 | Spacewatch           |
| 324383 - | 2006 RS78                | 15 settembre 2006 | Spacewatch           |
| 324384 - | 2006 RJ88                | 15 settembre 2006 | Spacewatch           |
| 324385 - | 2006 RN90                | 15 settembre 2006 | Spacewatch           |
| 324386 - | 2006 RL95                | 15 settembre 2006 | Spacewatch           |
| 324387 - | 2006 RR96                | 15 settembre 2006 | Spacewatch           |
| 324388 - | 2006 RH112               | 14 settembre 2006 | Masiero, J.          |
| 324389 - | 2006 SV3                 | 16 settembre 2006 | CSS                  |
| 324390 - | 2006 SM18                | 17 settembre 2006 | Spacewatch           |
| 324391 - | 2006 SD21                | 16 settembre 2006 | LONEOS               |
| 324392 - | 2006 SO22                | 17 settembre 2006 | LONEOS               |
| 324393 - | 2006 SD31                | 17 settembre 2006 | Spacewatch           |
| 324394 - | 2006 SH36                | 17 settembre 2006 | LONEOS               |
| 324395 - | 2006 SB43                | 18 settembre 2006 | Spacewatch           |
| 324396 - | 2006 SR53                | 16 settembre 2006 | CSS                  |
| 324397 - | 2006 SP55                | 18 settembre 2006 | CSS                  |
| 324398 - | 2006 SX88                | 18 settembre 2006 | Spacewatch           |
| 324399 - | 2006 SU91                | 18 settembre 2006 | Spacewatch           |
| 324400 - | 2006 SQ108               | 19 settembre 2006 | Spacewatch           |

## 324401-324500
| Nome               | Designazione provvisoria | Data di scoperta  | Scopritore              |
| ------------------ | ------------------------ | ----------------- | ----------------------- |
| 324401 -           | 2006 SZ122               | 19 settembre 2006 | CSS                     |
| 324402 -           | 2006 SM150               | 19 settembre 2006 | Spacewatch              |
| 324403 -           | 2006 SM151               | 19 settembre 2006 | Spacewatch              |
| 324404 -           | 2006 SE155               | 22 settembre 2006 | LINEAR                  |
| 324405 -           | 2006 ST160               | 23 settembre 2006 | Spacewatch              |
| 324406 -           | 2006 SP185               | 25 settembre 2006 | Spacewatch              |
| 324407 -           | 2006 SB197               | 26 settembre 2006 | Mt. Lemmon Survey       |
| 324408 -           | 2006 SH200               | 24 settembre 2006 | Spacewatch              |
| 324409 -           | 2006 SE202               | 24 settembre 2006 | Spacewatch              |
| 324410 -           | 2006 SY216               | 27 settembre 2006 | Spacewatch              |
| 324411 -           | 2006 SE217               | 28 settembre 2006 | Jarnac                  |
| 324412 -           | 2006 SL219               | 15 settembre 2006 | Spacewatch              |
| 324413 -           | 2006 SH242               | 26 settembre 2006 | Spacewatch              |
| 324414 -           | 2006 SM247               | 26 settembre 2006 | Mt. Lemmon Survey       |
| 324415 -           | 2006 ST265               | 26 settembre 2006 | Spacewatch              |
| 324416 -           | 2006 SN280               | 29 settembre 2006 | LONEOS                  |
| 324417 Kaišiadorys | 2006 SS290               | 27 settembre 2006 | Moletai                 |
| 324418 -           | 2006 SX305               | 27 settembre 2006 | Spacewatch              |
| 324419 -           | 2006 SE307               | 27 settembre 2006 | Spacewatch              |
| 324420 -           | 2006 SD315               | 27 settembre 2006 | Spacewatch              |
| 324421 -           | 2006 SM320               | 27 settembre 2006 | Spacewatch              |
| 324422 -           | 2006 SN320               | 27 settembre 2006 | Spacewatch              |
| 324423 -           | 2006 SD323               | 27 settembre 2006 | Spacewatch              |
| 324424 -           | 2006 SC325               | 27 settembre 2006 | Spacewatch              |
| 324425 -           | 2006 SZ350               | 30 settembre 2006 | CSS                     |
| 324426 -           | 2006 SX354               | 30 settembre 2006 | Mt. Lemmon Survey       |
| 324427 -           | 2006 SR358               | 30 settembre 2006 | CSS                     |
| 324428 -           | 2006 SD360               | 30 settembre 2006 | Mt. Lemmon Survey       |
| 324429 -           | 2006 SF372               | 18 settembre 2006 | CSS                     |
| 324430 -           | 2006 SL393               | 28 settembre 2006 | Mt. Lemmon Survey       |
| 324431 -           | 2006 SY403               | 30 settembre 2006 | Mt. Lemmon Survey       |
| 324432 -           | 2006 SL408               | 30 settembre 2006 | Mt. Lemmon Survey       |
| 324433 -           | 2006 SP408               | 30 settembre 2006 | Mt. Lemmon Survey       |
| 324434 -           | 2006 ST409               | 19 settembre 2006 | Spacewatch              |
| 324435 -           | 2006 TA2                 | 1º ottobre 2006   | Spacewatch              |
| 324436 -           | 2006 TO8                 | 4 ottobre 2006    | Mt. Lemmon Survey       |
| 324437 -           | 2006 TX21                | 11 ottobre 2006   | Spacewatch              |
| 324438 -           | 2006 TP29                | 12 ottobre 2006   | Spacewatch              |
| 324439 -           | 2006 TU30                | 12 ottobre 2006   | Spacewatch              |
| 324440 -           | 2006 TU33                | 26 settembre 2006 | Mt. Lemmon Survey       |
| 324441 -           | 2006 TB38                | 12 ottobre 2006   | Spacewatch              |
| 324442 -           | 2006 TY50                | 12 ottobre 2006   | Spacewatch              |
| 324443 -           | 2006 TJ54                | 12 ottobre 2006   | NEAT                    |
| 324444 -           | 2006 TS69                | 11 ottobre 2006   | NEAT                    |
| 324445 -           | 2006 TW75                | 11 ottobre 2006   | NEAT                    |
| 324446 -           | 2006 TK79                | 12 ottobre 2006   | Spacewatch              |
| 324447 -           | 2006 TR82                | 13 ottobre 2006   | Spacewatch              |
| 324448 -           | 2006 TU93                | 15 ottobre 2006   | Spacewatch              |
| 324449 -           | 2006 TR101               | 15 ottobre 2006   | Spacewatch              |
| 324450 -           | 2006 TR102               | 15 ottobre 2006   | Spacewatch              |
| 324451 -           | 2006 TA107               | 11 ottobre 2006   | NEAT                    |
| 324452 -           | 2006 TE124               | 2 ottobre 2006    | Mt. Lemmon Survey       |
| 324453 -           | 2006 TH124               | 2 ottobre 2006    | Mt. Lemmon Survey       |
| 324454 -           | 2006 TV124               | 4 ottobre 2006    | Mt. Lemmon Survey       |
| 324455 -           | 2006 UH1                 | 16 ottobre 2006   | Sarneczky, K., Kuli, Z. |
| 324456 -           | 2006 UE8                 | 16 ottobre 2006   | CSS                     |
| 324457 -           | 2006 UH8                 | 16 ottobre 2006   | CSS                     |
| 324458 -           | 2006 UR8                 | 16 ottobre 2006   | CSS                     |
| 324459 -           | 2006 UZ9                 | 16 ottobre 2006   | Spacewatch              |
| 324460 -           | 2006 UJ16                | 17 ottobre 2006   | Mt. Lemmon Survey       |
| 324461 -           | 2006 UP16                | 17 ottobre 2006   | Mt. Lemmon Survey       |
| 324462 -           | 2006 UJ20                | 16 ottobre 2006   | Spacewatch              |
| 324463 -           | 2006 UR26                | 16 ottobre 2006   | Spacewatch              |
| 324464 -           | 2006 UW26                | 16 ottobre 2006   | Spacewatch              |
| 324465 -           | 2006 UB33                | 16 ottobre 2006   | Spacewatch              |
| 324466 -           | 2006 UT42                | 16 ottobre 2006   | Spacewatch              |
| 324467 -           | 2006 UP43                | 16 ottobre 2006   | Spacewatch              |
| 324468 -           | 2006 UU53                | 17 ottobre 2006   | Mt. Lemmon Survey       |
| 324469 -           | 2006 UC55                | 17 ottobre 2006   | Mt. Lemmon Survey       |
| 324470 -           | 2006 UU69                | 16 ottobre 2006   | CSS                     |
| 324471 -           | 2006 UN73                | 17 ottobre 2006   | Spacewatch              |
| 324472 -           | 2006 UZ82                | 17 ottobre 2006   | Spacewatch              |
| 324473 -           | 2006 UC88                | 17 ottobre 2006   | Spacewatch              |
| 324474 -           | 2006 UZ89                | 17 ottobre 2006   | Spacewatch              |
| 324475 -           | 2006 UB92                | 18 ottobre 2006   | Spacewatch              |
| 324476 -           | 2006 US95                | 18 ottobre 2006   | Spacewatch              |
| 324477 -           | 2006 UU99                | 18 ottobre 2006   | Spacewatch              |
| 324478 -           | 2006 UQ100               | 18 ottobre 2006   | Spacewatch              |
| 324479 -           | 2006 UJ104               | 18 ottobre 2006   | Spacewatch              |
| 324480 -           | 2006 UN104               | 18 ottobre 2006   | Spacewatch              |
| 324481 -           | 2006 US108               | 18 ottobre 2006   | Spacewatch              |
| 324482 -           | 2006 UK133               | 19 ottobre 2006   | Spacewatch              |
| 324483 -           | 2006 UL135               | 19 ottobre 2006   | Spacewatch              |
| 324484 -           | 2006 UO136               | 19 ottobre 2006   | Mt. Lemmon Survey       |
| 324485 -           | 2006 UA142               | 19 ottobre 2006   | Spacewatch              |
| 324486 -           | 2006 UY142               | 19 ottobre 2006   | Spacewatch              |
| 324487 -           | 2006 UL156               | 21 ottobre 2006   | CSS                     |
| 324488 -           | 2006 UD179               | 16 ottobre 2006   | LINEAR                  |
| 324489 -           | 2006 UD202               | 22 ottobre 2006   | Spacewatch              |
| 324490 -           | 2006 UH208               | 23 ottobre 2006   | Spacewatch              |
| 324491 -           | 2006 UK210               | 23 ottobre 2006   | Spacewatch              |
| 324492 -           | 2006 US232               | 21 ottobre 2006   | NEAT                    |
| 324493 -           | 2006 UO233               | 22 ottobre 2006   | Spacewatch              |
| 324494 -           | 2006 UA235               | 22 ottobre 2006   | Mt. Lemmon Survey       |
| 324495 -           | 2006 UD248               | 27 ottobre 2006   | Mt. Lemmon Survey       |
| 324496 -           | 2006 UV260               | 20 ottobre 2006   | Spacewatch              |
| 324497 -           | 2006 UN271               | 27 ottobre 2006   | Mt. Lemmon Survey       |
| 324498 -           | 2006 UM279               | 28 ottobre 2006   | Mt. Lemmon Survey       |
| 324499 -           | 2006 UG285               | 28 ottobre 2006   | Mt. Lemmon Survey       |
| 324500 -           | 2006 UJ285               | 28 ottobre 2006   | Mt. Lemmon Survey       |

## 324501-324600
| Nome     | Designazione provvisoria | Data di scoperta | Scopritore        |
| -------- | ------------------------ | ---------------- | ----------------- |
| 324501 - | 2006 UQ286               | 28 ottobre 2006  | Spacewatch        |
| 324502 - | 2006 UO288               | 21 ottobre 2006  | Spacewatch        |
| 324503 - | 2006 UY328               | 21 ottobre 2006  | Mt. Lemmon Survey |
| 324504 - | 2006 UQ334               | 20 ottobre 2006  | Spacewatch        |
| 324505 - | 2006 UC346               | 17 ottobre 2006  | CSS               |
| 324506 - | 2006 VZ5                 | 10 novembre 2006 | Spacewatch        |
| 324507 - | 2006 VV20                | 9 novembre 2006  | Spacewatch        |
| 324508 - | 2006 VN29                | 10 novembre 2006 | Spacewatch        |
| 324509 - | 2006 VZ32                | 11 novembre 2006 | CSS               |
| 324510 - | 2006 VG37                | 11 novembre 2006 | CSS               |
| 324511 - | 2006 VH45                | 10 novembre 2006 | Spacewatch        |
| 324512 - | 2006 VD46                | 9 novembre 2006  | Spacewatch        |
| 324513 - | 2006 VD51                | 10 novembre 2006 | Spacewatch        |
| 324514 - | 2006 VH55                | 11 novembre 2006 | Spacewatch        |
| 324515 - | 2006 VS55                | 11 novembre 2006 | Spacewatch        |
| 324516 - | 2006 VV55                | 11 novembre 2006 | Spacewatch        |
| 324517 - | 2006 VV72                | 11 novembre 2006 | Mt. Lemmon Survey |
| 324518 - | 2006 VW72                | 11 novembre 2006 | Mt. Lemmon Survey |
| 324519 - | 2006 VC85                | 13 novembre 2006 | Spacewatch        |
| 324520 - | 2006 VS87                | 14 novembre 2006 | CSS               |
| 324521 - | 2006 VS92                | 15 novembre 2006 | Spacewatch        |
| 324522 - | 2006 VJ101               | 11 novembre 2006 | Spacewatch        |
| 324523 - | 2006 VU106               | 13 novembre 2006 | CSS               |
| 324524 - | 2006 VZ108               | 20 ottobre 2006  | Mt. Lemmon Survey |
| 324525 - | 2006 VZ111               | 13 novembre 2006 | NEAT              |
| 324526 - | 2006 VX113               | 13 novembre 2006 | Spacewatch        |
| 324527 - | 2006 VN119               | 14 novembre 2006 | Spacewatch        |
| 324528 - | 2006 VA128               | 15 novembre 2006 | Spacewatch        |
| 324529 - | 2006 VW135               | 15 novembre 2006 | Spacewatch        |
| 324530 - | 2006 VJ138               | 15 novembre 2006 | Spacewatch        |
| 324531 - | 2006 VD139               | 28 ottobre 2006  | Mt. Lemmon Survey |
| 324532 - | 2006 VR144               | 15 novembre 2006 | CSS               |
| 324533 - | 2006 VF146               | 15 novembre 2006 | CSS               |
| 324534 - | 2006 VW168               | 11 novembre 2006 | Spacewatch        |
| 324535 - | 2006 VZ173               | 15 novembre 2006 | CSS               |
| 324536 - | 2006 WW9                 | 16 novembre 2006 | Mt. Lemmon Survey |
| 324537 - | 2006 WL11                | 16 novembre 2006 | LINEAR            |
| 324538 - | 2006 WG12                | 16 novembre 2006 | Mt. Lemmon Survey |
| 324539 - | 2006 WA17                | 17 novembre 2006 | LINEAR            |
| 324540 - | 2006 WT27                | 22 novembre 2006 | Yeung, W. K. Y.   |
| 324541 - | 2006 WM30                | 18 novembre 2006 | Mt. Lemmon Survey |
| 324542 - | 2006 WZ34                | 16 novembre 2006 | Spacewatch        |
| 324543 - | 2006 WW41                | 16 novembre 2006 | Mt. Lemmon Survey |
| 324544 - | 2006 WH42                | 16 novembre 2006 | Mt. Lemmon Survey |
| 324545 - | 2006 WK44                | 16 novembre 2006 | Spacewatch        |
| 324546 - | 2006 WO48                | 16 novembre 2006 | Spacewatch        |
| 324547 - | 2006 WC50                | 16 novembre 2006 | Mt. Lemmon Survey |
| 324548 - | 2006 WD57                | 16 novembre 2006 | Spacewatch        |
| 324549 - | 2006 WN64                | 17 novembre 2006 | Mt. Lemmon Survey |
| 324550 - | 2006 WB68                | 17 novembre 2006 | Mt. Lemmon Survey |
| 324551 - | 2006 WA69                | 17 novembre 2006 | Mt. Lemmon Survey |
| 324552 - | 2006 WG78                | 18 novembre 2006 | Spacewatch        |
| 324553 - | 2006 WL80                | 18 novembre 2006 | Spacewatch        |
| 324554 - | 2006 WM82                | 18 novembre 2006 | Spacewatch        |
| 324555 - | 2006 WJ83                | 18 novembre 2006 | LINEAR            |
| 324556 - | 2006 WP92                | 19 novembre 2006 | Spacewatch        |
| 324557 - | 2006 WZ97                | 19 novembre 2006 | Spacewatch        |
| 324558 - | 2006 WR98                | 19 novembre 2006 | Spacewatch        |
| 324559 - | 2006 WG102               | 19 novembre 2006 | Spacewatch        |
| 324560 - | 2006 WR109               | 19 novembre 2006 | Spacewatch        |
| 324561 - | 2006 WM111               | 19 novembre 2006 | Spacewatch        |
| 324562 - | 2006 WZ116               | 20 novembre 2006 | Mt. Lemmon Survey |
| 324563 - | 2006 WC120               | 21 novembre 2006 | Mt. Lemmon Survey |
| 324564 - | 2006 WP130               | 17 novembre 2006 | CSS               |
| 324565 - | 2006 WD136               | 19 novembre 2006 | Spacewatch        |
| 324566 - | 2006 WX136               | 19 novembre 2006 | CSS               |
| 324567 - | 2006 WP140               | 20 novembre 2006 | Spacewatch        |
| 324568 - | 2006 WF149               | 20 novembre 2006 | Spacewatch        |
| 324569 - | 2006 WM152               | 21 novembre 2006 | Mt. Lemmon Survey |
| 324570 - | 2006 WW155               | 22 novembre 2006 | Spacewatch        |
| 324571 - | 2006 WX170               | 11 novembre 2006 | Spacewatch        |
| 324572 - | 2006 WN171               | 23 novembre 2006 | Spacewatch        |
| 324573 - | 2006 WR179               | 24 novembre 2006 | Mt. Lemmon Survey |
| 324574 - | 2006 WX190               | 25 novembre 2006 | Spacewatch        |
| 324575 - | 2006 WO193               | 27 novembre 2006 | Mt. Lemmon Survey |
| 324576 - | 2006 WH194               | 27 novembre 2006 | Spacewatch        |
| 324577 - | 2006 WZ197               | 16 novembre 2006 | Mt. Lemmon Survey |
| 324578 - | 2006 WE198               | 27 novembre 2006 | Mt. Lemmon Survey |
| 324579 - | 2006 WQ198               | 18 novembre 2006 | Mt. Lemmon Survey |
| 324580 - | 2006 WT204               | 22 novembre 2006 | Mt. Lemmon Survey |
| 324581 - | 2006 XC                  | 8 dicembre 2006  | Sandlot           |
| 324582 - | 2006 XK                  | 9 dicembre 2006  | LINEAR            |
| 324583 - | 2006 XZ                  | 9 dicembre 2006  | Yeung, W. K. Y.   |
| 324584 - | 2006 XZ11                | 10 dicembre 2006 | Spacewatch        |
| 324585 - | 2006 XA12                | 16 novembre 2006 | Spacewatch        |
| 324586 - | 2006 XB12                | 18 novembre 2006 | LINEAR            |
| 324587 - | 2006 XU15                | 10 dicembre 2006 | Spacewatch        |
| 324588 - | 2006 XH17                | 10 dicembre 2006 | Spacewatch        |
| 324589 - | 2006 XZ19                | 11 dicembre 2006 | Spacewatch        |
| 324590 - | 2006 XN20                | 11 dicembre 2006 | Spacewatch        |
| 324591 - | 2006 XF22                | 12 dicembre 2006 | Spacewatch        |
| 324592 - | 2006 XN34                | 11 dicembre 2006 | Spacewatch        |
| 324593 - | 2006 XJ46                | 13 dicembre 2006 | LINEAR            |
| 324594 - | 2006 XX47                | 13 dicembre 2006 | Spacewatch        |
| 324595 - | 2006 XG53                | 14 dicembre 2006 | LINEAR            |
| 324596 - | 2006 XF55                | 15 dicembre 2006 | LINEAR            |
| 324597 - | 2006 XP55                | 1º dicembre 2006 | Mt. Lemmon Survey |
| 324598 - | 2006 XD59                | 14 dicembre 2006 | Spacewatch        |
| 324599 - | 2006 XF62                | 15 dicembre 2006 | Mt. Lemmon Survey |
| 324600 - | 2006 XJ65                | 12 dicembre 2006 | NEAT              |

## 324601-324700
| Nome     | Designazione provvisoria | Data di scoperta  | Scopritore        |
| -------- | ------------------------ | ----------------- | ----------------- |
| 324601 - | 2006 XL68                | 13 dicembre 2006  | LINEAR            |
| 324602 - | 2006 YF2                 | 17 dicembre 2006  | Yeung, W. K. Y.   |
| 324603 - | 2006 YB8                 | 20 dicembre 2006  | Mt. Lemmon Survey |
| 324604 - | 2006 YJ8                 | 20 dicembre 2006  | Mt. Lemmon Survey |
| 324605 - | 2006 YE9                 | 20 dicembre 2006  | Mt. Lemmon Survey |
| 324606 - | 2006 YA10                | 30 agosto 2005    | CINEOS            |
| 324607 - | 2006 YF16                | 21 dicembre 2006  | NEAT              |
| 324608 - | 2006 YP16                | 11 dicembre 2006  | Spacewatch        |
| 324609 - | 2006 YT19                | 21 novembre 2006  | Mt. Lemmon Survey |
| 324610 - | 2006 YF20                | 21 dicembre 2006  | Spacewatch        |
| 324611 - | 2006 YV22                | 21 dicembre 2006  | Spacewatch        |
| 324612 - | 2006 YO24                | 9 dicembre 2006   | Spacewatch        |
| 324613 - | 2006 YR25                | 21 dicembre 2006  | Spacewatch        |
| 324614 - | 2006 YE33                | 21 dicembre 2006  | Spacewatch        |
| 324615 - | 2006 YV33                | 21 dicembre 2006  | Spacewatch        |
| 324616 - | 2006 YO37                | 21 dicembre 2006  | Spacewatch        |
| 324617 - | 2006 YZ38                | 21 dicembre 2006  | Spacewatch        |
| 324618 - | 2006 YJ53                | 21 dicembre 2006  | Spacewatch        |
| 324619 - | 2006 YF55                | 17 dicembre 2006  | Mt. Lemmon Survey |
| 324620 - | 2007 AG1                 | 8 gennaio 2007    | Mt. Lemmon Survey |
| 324621 - | 2007 AE10                | 9 gennaio 2007    | Mt. Lemmon Survey |
| 324622 - | 2007 AQ10                | 10 gennaio 2007   | LINEAR            |
| 324623 - | 2007 AQ21                | 15 gennaio 2007   | CSS               |
| 324624 - | 2007 AQ23                | 15 novembre 2006  | Mt. Lemmon Survey |
| 324625 - | 2007 AV29                | 10 gennaio 2007   | Mt. Lemmon Survey |
| 324626 - | 2007 BT5                 | 17 gennaio 2007   | NEAT              |
| 324627 - | 2007 BW5                 | 17 gennaio 2007   | NEAT              |
| 324628 - | 2007 BY6                 | 17 gennaio 2007   | Mt. Lemmon Survey |
| 324629 - | 2007 BJ13                | 17 gennaio 2007   | Spacewatch        |
| 324630 - | 2007 BK14                | 17 gennaio 2007   | Spacewatch        |
| 324631 - | 2007 BR14                | 17 gennaio 2007   | Spacewatch        |
| 324632 - | 2007 BP27                | 24 gennaio 2007   | CSS               |
| 324633 - | 2007 BT27                | 24 gennaio 2007   | CSS               |
| 324634 - | 2007 BW38                | 24 gennaio 2007   | CSS               |
| 324635 - | 2007 BT39                | 24 gennaio 2007   | Mt. Lemmon Survey |
| 324636 - | 2007 BA41                | 24 gennaio 2007   | Mt. Lemmon Survey |
| 324637 - | 2007 BU42                | 24 gennaio 2007   | Mt. Lemmon Survey |
| 324638 - | 2007 BT47                | 26 gennaio 2007   | Spacewatch        |
| 324639 - | 2007 BA67                | 27 gennaio 2007   | Mt. Lemmon Survey |
| 324640 - | 2007 BP71                | 3 novembre 2005   | Spacewatch        |
| 324641 - | 2007 BP74                | 17 gennaio 2007   | Spacewatch        |
| 324642 - | 2007 BB76                | 28 gennaio 2007   | Mt. Lemmon Survey |
| 324643 - | 2007 BG76                | 17 gennaio 2007   | CSS               |
| 324644 - | 2007 CV                  | 6 febbraio 2007   | Spacewatch        |
| 324645 - | 2007 CU4                 | 6 febbraio 2007   | Mt. Lemmon Survey |
| 324646 - | 2007 CU5                 | 5 febbraio 2007   | NEAT              |
| 324647 - | 2007 CE11                | 6 febbraio 2007   | Mt. Lemmon Survey |
| 324648 - | 2007 CE13                | 4 aprile 2003     | Spacewatch        |
| 324649 - | 2007 CK18                | 8 febbraio 2007   | Mt. Lemmon Survey |
| 324650 - | 2007 CQ19                | 6 febbraio 2007   | Spacewatch        |
| 324651 - | 2007 CL24                | 5 aprile 2003     | Spacewatch        |
| 324652 - | 2007 CZ28                | 6 febbraio 2007   | Mt. Lemmon Survey |
| 324653 - | 2007 CA32                | 22 novembre 2006  | Mt. Lemmon Survey |
| 324654 - | 2007 CP37                | 6 febbraio 2007   | Spacewatch        |
| 324655 - | 2007 CK50                | 8 febbraio 2007   | NEAT              |
| 324656 - | 2007 CJ52                | 10 febbraio 2007  | CSS               |
| 324657 - | 2007 CV52                | 28 novembre 2006  | Mt. Lemmon Survey |
| 324658 - | 2007 CL61                | 15 febbraio 2007  | NEAT              |
| 324659 - | 2007 CC65                | 6 febbraio 2007   | Spacewatch        |
| 324660 - | 2007 DR                  | 18 febbraio 2007  | Lowe, A.          |
| 324661 - | 2007 DA5                 | 25 gennaio 2007   | Spacewatch        |
| 324662 - | 2007 DK9                 | 24 dicembre 2006  | Mt. Lemmon Survey |
| 324663 - | 2007 DZ17                | 17 febbraio 2007  | Spacewatch        |
| 324664 - | 2007 DP19                | 17 febbraio 2007  | Spacewatch        |
| 324665 - | 2007 DG20                | 17 febbraio 2007  | Spacewatch        |
| 324666 - | 2007 DU28                | 12 settembre 2004 | Spacewatch        |
| 324667 - | 2007 DW31                | 17 febbraio 2007  | Spacewatch        |
| 324668 - | 2007 DO34                | 17 febbraio 2007  | Spacewatch        |
| 324669 - | 2007 DG40                | 19 febbraio 2007  | Spacewatch        |
| 324670 - | 2007 DX48                | 21 febbraio 2007  | Mt. Lemmon Survey |
| 324671 - | 2007 DH58                | 22 novembre 2005  | Spacewatch        |
| 324672 - | 2007 DE61                | 22 febbraio 2007  | Spacewatch        |
| 324673 - | 2007 DR62                | 26 gennaio 2007   | Spacewatch        |
| 324674 - | 2007 DX63                | 21 febbraio 2007  | Spacewatch        |
| 324675 - | 2007 DY72                | 21 febbraio 2007  | Spacewatch        |
| 324676 - | 2007 DC79                | 23 febbraio 2007  | Spacewatch        |
| 324677 - | 2007 DM84                | 25 febbraio 2007  | Mt. Lemmon Survey |
| 324678 - | 2007 DB93                | 23 febbraio 2007  | LINEAR            |
| 324679 - | 2007 DN93                | 23 febbraio 2007  | Spacewatch        |
| 324680 - | 2007 DB103               | 27 gennaio 2007   | Spacewatch        |
| 324681 - | 2007 DL105               | 16 febbraio 2007  | Mt. Lemmon Survey |
| 324682 - | 2007 DE106               | 23 febbraio 2007  | Spacewatch        |
| 324683 - | 2007 DR113               | 21 febbraio 2007  | Mt. Lemmon Survey |
| 324684 - | 2007 EC2                 | 9 marzo 2007      | Spacewatch        |
| 324685 - | 2007 ED2                 | 9 marzo 2007      | Spacewatch        |
| 324686 - | 2007 ED7                 | 9 marzo 2007      | Mt. Lemmon Survey |
| 324687 - | 2007 ED9                 | 25 dicembre 2005  | Spacewatch        |
| 324688 - | 2007 EJ10                | 6 marzo 2007      | NEAT              |
| 324689 - | 2007 EP16                | 9 marzo 2007      | Spacewatch        |
| 324690 - | 2007 EB17                | 9 marzo 2007      | Spacewatch        |
| 324691 - | 2007 EC19                | 21 febbraio 2007  | Mt. Lemmon Survey |
| 324692 - | 2007 EF29                | 9 marzo 2007      | Mt. Lemmon Survey |
| 324693 - | 2007 EN38                | 11 marzo 2007     | Spacewatch        |
| 324694 - | 2007 EC42                | 9 marzo 2007      | Spacewatch        |
| 324695 - | 2007 EM42                | 9 marzo 2007      | Spacewatch        |
| 324696 - | 2007 EH46                | 9 marzo 2007      | Mt. Lemmon Survey |
| 324697 - | 2007 EP46                | 9 marzo 2007      | Spacewatch        |
| 324698 - | 2007 EL56                | 12 marzo 2007     | Spacewatch        |
| 324699 - | 2007 ED75                | 10 marzo 2007     | Spacewatch        |
| 324700 - | 2007 EN92                | 10 marzo 2007     | NEAT              |

## 324701-324800
| Nome              | Designazione provvisoria | Data di scoperta | Scopritore                        |
| ----------------- | ------------------------ | ---------------- | --------------------------------- |
| 324701 -          | 2007 EQ93                | 10 marzo 2007    | Spacewatch                        |
| 324702 -          | 2007 EL97                | 11 marzo 2007    | Spacewatch                        |
| 324703 -          | 2007 EQ100               | 11 marzo 2007    | CSS                               |
| 324704 -          | 2007 EX101               | 11 marzo 2007    | Spacewatch                        |
| 324705 -          | 2007 EV109               | 11 marzo 2007    | Spacewatch                        |
| 324706 -          | 2007 EJ111               | 26 febbraio 2007 | Mt. Lemmon Survey                 |
| 324707 -          | 2007 EH112               | 11 marzo 2007    | Spacewatch                        |
| 324708 -          | 2007 EJ117               | 13 marzo 2007    | Mt. Lemmon Survey                 |
| 324709 -          | 2007 EZ117               | 13 marzo 2007    | Mt. Lemmon Survey                 |
| 324710 -          | 2007 EN126               | 9 marzo 2007     | Spacewatch                        |
| 324711 -          | 2007 EA131               | 9 marzo 2007     | Mt. Lemmon Survey                 |
| 324712 -          | 2007 EQ131               | 9 marzo 2007     | Mt. Lemmon Survey                 |
| 324713 -          | 2007 EU133               | 9 marzo 2007     | Mt. Lemmon Survey                 |
| 324714 -          | 2007 EA134               | 9 marzo 2007     | Mt. Lemmon Survey                 |
| 324715 -          | 2007 EG134               | 9 marzo 2007     | Mt. Lemmon Survey                 |
| 324716 -          | 2007 EF135               | 10 marzo 2007    | Mt. Lemmon Survey                 |
| 324717 -          | 2007 EK135               | 10 marzo 2007    | Mt. Lemmon Survey                 |
| 324718 -          | 2007 EB139               | 12 marzo 2007    | Spacewatch                        |
| 324719 -          | 2007 EW139               | 12 marzo 2007    | Spacewatch                        |
| 324720 -          | 2007 ER144               | 12 marzo 2007    | Mt. Lemmon Survey                 |
| 324721 -          | 2007 ES144               | 26 febbraio 2007 | Mt. Lemmon Survey                 |
| 324722 -          | 2007 EO145               | 12 marzo 2007    | Mt. Lemmon Survey                 |
| 324723 -          | 2007 EY146               | 12 marzo 2007    | Mt. Lemmon Survey                 |
| 324724 -          | 2007 ES147               | 12 marzo 2007    | Mt. Lemmon Survey                 |
| 324725 -          | 2007 EA151               | 12 marzo 2007    | Spacewatch                        |
| 324726 -          | 2007 EG165               | 15 marzo 2007    | Mt. Lemmon Survey                 |
| 324727 -          | 2007 EO166               | 11 marzo 2007    | Mt. Lemmon Survey                 |
| 324728 -          | 2007 EC168               | 13 marzo 2007    | Spacewatch                        |
| 324729 -          | 2007 EH170               | 15 marzo 2007    | Spacewatch                        |
| 324730 -          | 2007 EZ170               | 15 marzo 2007    | CSS                               |
| 324731 -          | 2007 ES171               | 11 marzo 2007    | Mt. Lemmon Survey                 |
| 324732 -          | 2007 EY174               | 14 marzo 2007    | Spacewatch                        |
| 324733 -          | 2007 EX179               | 14 marzo 2007    | Mt. Lemmon Survey                 |
| 324734 -          | 2007 EO181               | 14 marzo 2007    | Spacewatch                        |
| 324735 -          | 2007 EY182               | 15 marzo 2007    | Mt. Lemmon Survey                 |
| 324736 -          | 2007 EX190               | 25 febbraio 2007 | Mt. Lemmon Survey                 |
| 324737 -          | 2007 EA191               | 13 marzo 2007    | Spacewatch                        |
| 324738 -          | 2007 EF192               | 10 marzo 2007    | Spacewatch                        |
| 324739 -          | 2007 EF197               | 15 marzo 2007    | Spacewatch                        |
| 324740 -          | 2007 EU202               | 9 marzo 2007     | Mt. Lemmon Survey                 |
| 324741 -          | 2007 ET210               | 8 marzo 2007     | NEAT                              |
| 324742 -          | 2007 EJ217               | 10 marzo 2007    | Spacewatch                        |
| 324743 -          | 2007 EC222               | 11 marzo 2007    | Mt. Lemmon Survey                 |
| 324744 -          | 2007 ES222               | 15 marzo 2007    | Mt. Lemmon Survey                 |
| 324745 -          | 2007 EH223               | 14 marzo 2007    | Siding Spring Survey              |
| 324746 -          | 2007 EH224               | 14 marzo 2007    | Spacewatch                        |
| 324747 -          | 2007 FO6                 | 16 marzo 2007    | Mt. Lemmon Survey                 |
| 324748 -          | 2007 FQ25                | 20 marzo 2007    | Spacewatch                        |
| 324749 -          | 2007 FW30                | 20 marzo 2007    | Mt. Lemmon Survey                 |
| 324750 -          | 2007 FR32                | 20 marzo 2007    | Spacewatch                        |
| 324751 -          | 2007 FF33                | 21 marzo 2007    | LINEAR                            |
| 324752 -          | 2007 FS40                | 9 marzo 2007     | Spacewatch                        |
| 324753 -          | 2007 FQ44                | 20 marzo 2007    | Mt. Lemmon Survey                 |
| 324754 -          | 2007 FQ45                | 26 marzo 2007    | Mt. Lemmon Survey                 |
| 324755 -          | 2007 FN46                | 26 marzo 2007    | Mt. Lemmon Survey                 |
| 324756 -          | 2007 FQ49                | 26 marzo 2007    | CSS                               |
| 324757 -          | 2007 GB4                 | 6 aprile 2007    | Astronomical Research Observatory |
| 324758 -          | 2007 GC5                 | 11 aprile 2007   | Bickel, W.                        |
| 324759 -          | 2007 GL15                | 11 aprile 2007   | Mt. Lemmon Survey                 |
| 324760 -          | 2007 GV16                | 11 aprile 2007   | Spacewatch                        |
| 324761 -          | 2007 GC18                | 11 aprile 2007   | Spacewatch                        |
| 324762 -          | 2007 GS19                | 11 aprile 2007   | Spacewatch                        |
| 324763 -          | 2007 GB25                | 28 marzo 2007    | Siding Spring Survey              |
| 324764 -          | 2007 GH29                | 11 aprile 2007   | Mt. Lemmon Survey                 |
| 324765 -          | 2007 GK33                | 11 aprile 2007   | Mt. Lemmon Survey                 |
| 324766 -          | 2007 GS33                | 11 aprile 2007   | Mt. Lemmon Survey                 |
| 324767 -          | 2007 GJ37                | 14 aprile 2007   | Spacewatch                        |
| 324768 -          | 2007 GA38                | 14 aprile 2007   | Spacewatch                        |
| 324769 -          | 2007 GW39                | 14 aprile 2007   | Spacewatch                        |
| 324770 -          | 2007 GR40                | 14 aprile 2007   | Spacewatch                        |
| 324771 -          | 2007 GC42                | 14 aprile 2007   | Spacewatch                        |
| 324772 -          | 2007 GD45                | 14 aprile 2007   | Spacewatch                        |
| 324773 -          | 2007 GF46                | 14 aprile 2007   | Spacewatch                        |
| 324774 -          | 2007 GX46                | 14 aprile 2007   | Spacewatch                        |
| 324775 -          | 2007 GM48                | 14 aprile 2007   | Spacewatch                        |
| 324776 -          | 2007 GE49                | 14 aprile 2007   | Mt. Lemmon Survey                 |
| 324777 -          | 2007 GZ51                | 15 aprile 2007   | Spacewatch                        |
| 324778 -          | 2007 GF53                | 14 aprile 2007   | Mt. Lemmon Survey                 |
| 324779 -          | 2007 GJ57                | 15 aprile 2007   | Spacewatch                        |
| 324780 -          | 2007 GK58                | 15 aprile 2007   | Spacewatch                        |
| 324781 -          | 2007 GW58                | 15 aprile 2007   | Mt. Lemmon Survey                 |
| 324782 -          | 2007 GQ61                | 15 aprile 2007   | Spacewatch                        |
| 324783 -          | 2007 GH66                | 7 ottobre 2004   | Spacewatch                        |
| 324784 -          | 2007 GN66                | 15 aprile 2007   | Spacewatch                        |
| 324785 -          | 2007 GS66                | 15 aprile 2007   | Spacewatch                        |
| 324786 -          | 2007 GC73                | 15 aprile 2007   | CSS                               |
| 324787 Włodarczyk | 2007 GR75                | 15 aprile 2007   | Moletai                           |
| 324788 -          | 2007 GU75                | 15 aprile 2007   | Spacewatch                        |
| 324789 -          | 2007 GA76                | 14 aprile 2007   | Spacewatch                        |
| 324790 -          | 2007 HJ7                 | 16 aprile 2007   | CSS                               |
| 324791 -          | 2007 HT10                | 18 aprile 2007   | Mt. Lemmon Survey                 |
| 324792 -          | 2007 HV12                | 16 aprile 2007   | CSS                               |
| 324793 -          | 2007 HH13                | 18 aprile 2007   | Spacewatch                        |
| 324794 -          | 2007 HZ15                | 18 aprile 2007   | Spacewatch                        |
| 324795 -          | 2007 HW19                | 18 aprile 2007   | Spacewatch                        |
| 324796 -          | 2007 HZ19                | 18 aprile 2007   | Spacewatch                        |
| 324797 -          | 2007 HG20                | 18 aprile 2007   | Spacewatch                        |
| 324798 -          | 2007 HO20                | 18 aprile 2007   | Spacewatch                        |
| 324799 -          | 2007 HD29                | 19 aprile 2007   | LONEOS                            |
| 324800 -          | 2007 HP44                | 18 aprile 2007   | Mt. Lemmon Survey                 |

## 324801-324900
| Nome     | Designazione provvisoria | Data di scoperta  | Scopritore             |
| -------- | ------------------------ | ----------------- | ---------------------- |
| 324801 - | 2007 HO45                | 18 aprile 2007    | Spacewatch             |
| 324802 - | 2007 HW45                | 18 aprile 2007    | Mt. Lemmon Survey      |
| 324803 - | 2007 HY46                | 20 aprile 2007    | Mt. Lemmon Survey      |
| 324804 - | 2007 HL48                | 20 aprile 2007    | Spacewatch             |
| 324805 - | 2007 HH49                | 20 aprile 2007    | Spacewatch             |
| 324806 - | 2007 HN49                | 20 aprile 2007    | Spacewatch             |
| 324807 - | 2007 HL50                | 20 aprile 2007    | Spacewatch             |
| 324808 - | 2007 HE53                | 20 aprile 2007    | Spacewatch             |
| 324809 - | 2007 HB57                | 22 aprile 2007    | Mt. Lemmon Survey      |
| 324810 - | 2007 HT59                | 18 aprile 2007    | Mt. Lemmon Survey      |
| 324811 - | 2007 HW59                | 18 aprile 2007    | Mt. Lemmon Survey      |
| 324812 - | 2007 HY59                | 18 aprile 2007    | Mt. Lemmon Survey      |
| 324813 - | 2007 HY64                | 22 aprile 2007    | Mt. Lemmon Survey      |
| 324814 - | 2007 HO66                | 22 aprile 2007    | Mt. Lemmon Survey      |
| 324815 - | 2007 HU67                | 23 aprile 2007    | Spacewatch             |
| 324816 - | 2007 HD71                | 20 aprile 2007    | LUSS                   |
| 324817 - | 2007 HZ75                | 22 aprile 2007    | Spacewatch             |
| 324818 - | 2007 HU80                | 25 aprile 2007    | Mt. Lemmon Survey      |
| 324819 - | 2007 HZ80                | 25 aprile 2007    | Mt. Lemmon Survey      |
| 324820 - | 2007 HB81                | 25 aprile 2007    | Mt. Lemmon Survey      |
| 324821 - | 2007 HR81                | 25 aprile 2007    | Mt. Lemmon Survey      |
| 324822 - | 2007 HQ84                | 22 aprile 2007    | Spacewatch             |
| 324823 - | 2007 HL86                | 24 aprile 2007    | Spacewatch             |
| 324824 - | 2007 HE87                | 24 aprile 2007    | Spacewatch             |
| 324825 - | 2007 HY90                | 16 aprile 2007    | Mt. Lemmon Survey      |
| 324826 - | 2007 HV91                | 20 aprile 2007    | Mt. Lemmon Survey      |
| 324827 - | 2007 HL96                | 18 aprile 2007    | Spacewatch             |
| 324828 - | 2007 HM96                | 18 aprile 2007    | Spacewatch             |
| 324829 - | 2007 HC97                | 25 marzo 2007     | Mt. Lemmon Survey      |
| 324830 - | 2007 HU97                | 22 aprile 2007    | Mt. Lemmon Survey      |
| 324831 - | 2007 JU1                 | 7 maggio 2007     | CSS                    |
| 324832 - | 2007 JG3                 | 5 gennaio 2006    | CSS                    |
| 324833 - | 2007 JQ3                 | 6 maggio 2007     | Spacewatch             |
| 324834 - | 2007 JN9                 | 9 maggio 2007     | CSS                    |
| 324835 - | 2007 JB10                | 11 maggio 2007    | CSS                    |
| 324836 - | 2007 JD12                | 7 maggio 2007     | Spacewatch             |
| 324837 - | 2007 JP12                | 7 maggio 2007     | Spacewatch             |
| 324838 - | 2007 JB13                | 7 maggio 2007     | Spacewatch             |
| 324839 - | 2007 JZ36                | 9 maggio 2007     | CSS                    |
| 324840 - | 2007 JZ42                | 15 maggio 2007    | Mt. Lemmon Survey      |
| 324841 - | 2007 JC43                | 10 maggio 2007    | LONEOS                 |
| 324842 - | 2007 JG44                | 12 maggio 2007    | PMO NEO Survey Program |
| 324843 - | 2007 KM                  | 16 maggio 2007    | Spacewatch             |
| 324844 - | 2007 KW3                 | 23 maggio 2007    | Mt. Lemmon Survey      |
| 324845 - | 2007 KD4                 | 23 maggio 2007    | Yeung, W. K. Y.        |
| 324846 - | 2007 KY5                 | 24 maggio 2007    | Mt. Lemmon Survey      |
| 324847 - | 2007 LS1                 | 7 giugno 2007     | Spacewatch             |
| 324848 - | 2007 LW5                 | 13 maggio 2007    | Spacewatch             |
| 324849 - | 2007 LN6                 | 8 giugno 2007     | Spacewatch             |
| 324850 - | 2007 LS6                 | 8 giugno 2007     | Spacewatch             |
| 324851 - | 2007 LU7                 | 8 giugno 2007     | Spacewatch             |
| 324852 - | 2007 LZ7                 | 25 aprile 2007    | Spacewatch             |
| 324853 - | 2007 LO8                 | 9 giugno 2007     | Spacewatch             |
| 324854 - | 2007 LD27                | 12 giugno 2007    | Spacewatch             |
| 324855 - | 2007 LH28                | 15 giugno 2007    | Spacewatch             |
| 324856 - | 2007 LL33                | 6 giugno 2007     | CSS                    |
| 324857 - | 2007 LG34                | 8 giugno 2007     | Spacewatch             |
| 324858 - | 2007 LB37                | 12 giugno 2007    | Spacewatch             |
| 324859 - | 2007 MS4                 | 17 giugno 2007    | Spacewatch             |
| 324860 - | 2007 RO227               | 10 settembre 2007 | Mt. Lemmon Survey      |
| 324861 - | 2007 RM290               | 10 settembre 2007 | Mt. Lemmon Survey      |
| 324862 - | 2007 RU301               | 14 settembre 2007 | Mt. Lemmon Survey      |
| 324863 - | 2007 TC6                 | 6 ottobre 2007    | Ferrando, R.           |
| 324864 - | 2007 TW66                | 12 ottobre 2007   | Yeung, W. K. Y.        |
| 324865 - | 2007 TQ119               | 9 ottobre 2007    | Mt. Lemmon Survey      |
| 324866 - | 2007 TZ125               | 6 ottobre 2007    | Spacewatch             |
| 324867 - | 2007 TX142               | 15 ottobre 2007   | Chante-Perdrix         |
| 324868 - | 2007 TX171               | 13 ottobre 2007   | LINEAR                 |
| 324869 - | 2007 TN211               | 7 ottobre 2007    | Spacewatch             |
| 324870 - | 2007 TU218               | 7 ottobre 2007    | Spacewatch             |
| 324871 - | 2007 TT231               | 8 ottobre 2007    | Spacewatch             |
| 324872 - | 2007 TT232               | 8 ottobre 2007    | Spacewatch             |
| 324873 - | 2007 TV272               | 9 ottobre 2007    | Spacewatch             |
| 324874 - | 2007 TD275               | 11 ottobre 2007   | CSS                    |
| 324875 - | 2007 TW293               | 9 ottobre 2007    | Mt. Lemmon Survey      |
| 324876 - | 2007 TK318               | 10 settembre 2007 | Mt. Lemmon Survey      |
| 324877 - | 2007 TZ362               | 14 ottobre 2007   | Mt. Lemmon Survey      |
| 324878 - | 2007 TU373               | 14 ottobre 2007   | Spacewatch             |
| 324879 - | 2007 TN380               | 14 ottobre 2007   | Spacewatch             |
| 324880 - | 2007 TT392               | 15 ottobre 2007   | CSS                    |
| 324881 - | 2007 TP398               | 15 ottobre 2007   | Spacewatch             |
| 324882 - | 2007 TG442               | 11 ottobre 2007   | CSS                    |
| 324883 - | 2007 UH14                | 16 ottobre 2007   | Spacewatch             |
| 324884 - | 2007 UG25                | 16 ottobre 2007   | Spacewatch             |
| 324885 - | 2007 UD38                | 19 ottobre 2007   | Spacewatch             |
| 324886 - | 2007 UE44                | 4 aprile 2002     | Spacewatch             |
| 324887 - | 2007 UN65                | 31 ottobre 2007   | CSS                    |
| 324888 - | 2007 UN71                | 30 ottobre 2007   | CSS                    |
| 324889 - | 2007 UN101               | 30 ottobre 2007   | Spacewatch             |
| 324890 - | 2007 UK132               | 19 ottobre 2007   | Mt. Lemmon Survey      |
| 324891 - | 2007 UP139               | 24 ottobre 2007   | Mt. Lemmon Survey      |
| 324892 - | 2007 VD15                | 1º novembre 2007  | Spacewatch             |
| 324893 - | 2007 VJ52                | 1º novembre 2007  | Spacewatch             |
| 324894 - | 2007 VP54                | 1º novembre 2007  | Spacewatch             |
| 324895 - | 2007 VW95                | 7 novembre 2007   | OAM                    |
| 324896 - | 2007 VL103               | 3 novembre 2007   | Spacewatch             |
| 324897 - | 2007 VO110               | 3 novembre 2007   | Spacewatch             |
| 324898 - | 2007 VJ122               | 5 novembre 2007   | Spacewatch             |
| 324899 - | 2007 VU126               | 11 novembre 2007  | BATTeRS                |
| 324900 - | 2007 VG141               | 4 novembre 2007   | Spacewatch             |

## 324901-325000
| Nome               | Designazione provvisoria | Data di scoperta | Scopritore             |
| ------------------ | ------------------------ | ---------------- | ---------------------- |
| 324901 -           | 2007 VJ145               | 4 novembre 2007  | Spacewatch             |
| 324902 -           | 2007 VS157               | 5 novembre 2007  | Spacewatch             |
| 324903 -           | 2007 VU183               | 8 novembre 2007  | Mt. Lemmon Survey      |
| 324904 -           | 2007 VU192               | 4 novembre 2007  | Mt. Lemmon Survey      |
| 324905 -           | 2007 VD207               | 9 novembre 2007  | CSS                    |
| 324906 -           | 2007 VP211               | 9 novembre 2007  | Spacewatch             |
| 324907 -           | 2007 VV216               | 9 novembre 2007  | Spacewatch             |
| 324908 -           | 2007 VL231               | 7 novembre 2007  | Spacewatch             |
| 324909 -           | 2007 VP236               | 11 novembre 2007 | Mt. Lemmon Survey      |
| 324910 -           | 2007 VX237               | 12 novembre 2007 | CSS                    |
| 324911 -           | 2007 VP244               | 15 novembre 2007 | LINEAR                 |
| 324912 -           | 2007 VZ244               | 14 novembre 2007 | BATTeRS                |
| 324913 -           | 2007 VN247               | 13 novembre 2007 | Mt. Lemmon Survey      |
| 324914 -           | 2007 VB252               | 12 novembre 2007 | CSS                    |
| 324915 -           | 2007 VV289               | 2 novembre 2007  | Spacewatch             |
| 324916 -           | 2007 VZ290               | 14 novembre 2007 | Spacewatch             |
| 324917 -           | 2007 VW292               | 15 novembre 2007 | CSS                    |
| 324918 -           | 2007 VW308               | 8 novembre 2007  | Spacewatch             |
| 324919 -           | 2007 VC309               | 9 novembre 2007  | Mt. Lemmon Survey      |
| 324920 -           | 2007 VF311               | 3 novembre 2007  | Spacewatch             |
| 324921 -           | 2007 VW320               | 2 novembre 2007  | CSS                    |
| 324922 -           | 2007 VS326               | 4 novembre 2007  | Spacewatch             |
| 324923 -           | 2007 VB331               | 5 novembre 2007  | Mt. Lemmon Survey      |
| 324924 -           | 2007 VR333               | 11 novembre 2007 | Mt. Lemmon Survey      |
| 324925 Vivantdenon | 2007 WO1                 | 17 novembre 2007 | Christophe, B.         |
| 324926 -           | 2007 WW1                 | 17 novembre 2007 | LINEAR                 |
| 324927 -           | 2007 WL7                 | 18 novembre 2007 | LINEAR                 |
| 324928 -           | 2007 WC11                | 2 novembre 2007  | Mt. Lemmon Survey      |
| 324929 -           | 2007 WE21                | 18 novembre 2007 | Mt. Lemmon Survey      |
| 324930 -           | 2007 WJ32                | 24 ottobre 2007  | Mt. Lemmon Survey      |
| 324931 -           | 2007 WF56                | 30 novembre 2007 | LUSS                   |
| 324932 -           | 2007 XC1                 | 2 dicembre 2007  | LUSS                   |
| 324933 -           | 2007 XU15                | 8 dicembre 2007  | BATTeRS                |
| 324934 -           | 2007 XZ20                | 12 dicembre 2007 | OAM                    |
| 324935 -           | 2007 XC21                | 13 dicembre 2007 | Ferrando, R.           |
| 324936 -           | 2007 XP23                | 9 dicembre 2007  | BATTeRS                |
| 324937 -           | 2007 XV34                | 13 dicembre 2007 | LINEAR                 |
| 324938 -           | 2007 XG37                | 6 dicembre 2007  | Spacewatch             |
| 324939 -           | 2007 XG40                | 13 dicembre 2007 | LINEAR                 |
| 324940 -           | 2007 XE46                | 15 dicembre 2007 | CSS                    |
| 324941 -           | 2007 XR49                | 15 dicembre 2007 | Spacewatch             |
| 324942 -           | 2007 XW53                | 5 dicembre 2007  | Mt. Lemmon Survey      |
| 324943 -           | 2007 XM56                | 3 dicembre 2007  | Spacewatch             |
| 324944 -           | 2007 XQ58                | 10 dicembre 2007 | LINEAR                 |
| 324945 -           | 2007 YL6                 | 12 marzo 2002    | NEAT                   |
| 324946 -           | 2007 YU8                 | 16 dicembre 2007 | Mt. Lemmon Survey      |
| 324947 -           | 2007 YY13                | 17 dicembre 2007 | Mt. Lemmon Survey      |
| 324948 -           | 2007 YT26                | 18 dicembre 2007 | Mt. Lemmon Survey      |
| 324949 -           | 2007 YQ28                | 19 dicembre 2007 | Spacewatch             |
| 324950 -           | 2007 YH30                | 28 dicembre 2007 | Spacewatch             |
| 324951 -           | 2007 YW30                | 28 dicembre 2007 | Spacewatch             |
| 324952 -           | 2007 YR43                | 30 dicembre 2007 | Spacewatch             |
| 324953 -           | 2007 YC44                | 30 dicembre 2007 | Mt. Lemmon Survey      |
| 324954 -           | 2007 YL53                | 30 dicembre 2007 | Mt. Lemmon Survey      |
| 324955 -           | 2007 YE54                | 31 dicembre 2007 | Mt. Lemmon Survey      |
| 324956 -           | 2007 YY54                | 31 dicembre 2007 | CSS                    |
| 324957 -           | 2007 YG57                | 28 dicembre 2007 | Spacewatch             |
| 324958 -           | 2007 YW62                | 30 dicembre 2007 | Mt. Lemmon Survey      |
| 324959 -           | 2007 YN66                | 30 dicembre 2007 | Spacewatch             |
| 324960 -           | 2007 YT72                | 19 dicembre 2007 | Mt. Lemmon Survey      |
| 324961 -           | 2007 YV72                | 19 dicembre 2007 | Mt. Lemmon Survey      |
| 324962 -           | 2007 YQ73                | 30 dicembre 2007 | CSS                    |
| 324963 -           | 2007 YT74                | 31 dicembre 2007 | Spacewatch             |
| 324964 -           | 2008 AY3                 | 4 dicembre 2007  | Spacewatch             |
| 324965 -           | 2008 AQ4                 | 4 gennaio 2008   | PMO NEO Survey Program |
| 324966 -           | 2008 AM7                 | 10 gennaio 2008  | Spacewatch             |
| 324967 -           | 2008 AC15                | 10 gennaio 2008  | Spacewatch             |
| 324968 -           | 2008 AY19                | 10 gennaio 2008  | CSS                    |
| 324969 -           | 2008 AV20                | 10 gennaio 2008  | Mt. Lemmon Survey      |
| 324970 -           | 2008 AF27                | 10 gennaio 2008  | CSS                    |
| 324971 -           | 2008 AJ30                | 11 gennaio 2008  | Yeung, W. K. Y.        |
| 324972 -           | 2008 AJ32                | 7 gennaio 2008   | OAM                    |
| 324973 -           | 2008 AE37                | 10 gennaio 2008  | Spacewatch             |
| 324974 -           | 2008 AM43                | 10 gennaio 2008  | Spacewatch             |
| 324975 -           | 2008 AA46                | 11 gennaio 2008  | Spacewatch             |
| 324976 -           | 2008 AH56                | 11 gennaio 2008  | Spacewatch             |
| 324977 -           | 2008 AH58                | 11 gennaio 2008  | Spacewatch             |
| 324978 -           | 2008 AW64                | 11 gennaio 2008  | Mt. Lemmon Survey      |
| 324979 -           | 2008 AJ71                | 12 gennaio 2008  | Spacewatch             |
| 324980 -           | 2008 AS75                | 11 gennaio 2008  | Mt. Lemmon Survey      |
| 324981 -           | 2008 AB88                | 13 gennaio 2008  | Spacewatch             |
| 324982 -           | 2008 AL96                | 14 gennaio 2008  | Spacewatch             |
| 324983 -           | 2008 AR98                | 14 gennaio 2008  | Spacewatch             |
| 324984 -           | 2008 AJ107               | 15 gennaio 2008  | Spacewatch             |
| 324985 -           | 2008 AQ114               | 10 gennaio 2008  | Spacewatch             |
| 324986 -           | 2008 AQ136               | 13 gennaio 2008  | Mt. Lemmon Survey      |
| 324987 -           | 2008 AB137               | 15 gennaio 2008  | Mt. Lemmon Survey      |
| 324988 -           | 2008 BA7                 | 16 gennaio 2008  | Spacewatch             |
| 324989 -           | 2008 BJ7                 | 16 gennaio 2008  | Spacewatch             |
| 324990 -           | 2008 BW9                 | 16 gennaio 2008  | Spacewatch             |
| 324991 -           | 2008 BD10                | 16 gennaio 2008  | Spacewatch             |
| 324992 -           | 2008 BA13                | 10 ottobre 2007  | Mt. Lemmon Survey      |
| 324993 -           | 2008 BQ13                | 19 gennaio 2008  | Mt. Lemmon Survey      |
| 324994 -           | 2008 BV14                | 28 gennaio 2008  | Ries, W.               |
| 324995 -           | 2008 BA15                | 8 novembre 2007  | Mt. Lemmon Survey      |
| 324996 -           | 2008 BW15                | 28 gennaio 2008  | LUSS                   |
| 324997 -           | 2008 BF18                | 30 gennaio 2008  | Mt. Lemmon Survey      |
| 324998 -           | 2008 BA26                | 30 gennaio 2008  | Spacewatch             |
| 324999 -           | 2008 BX27                | 30 gennaio 2008  | CSS                    |
| 325000 -           | 2008 BL28                | 30 gennaio 2008  | Mt. Lemmon Survey      |